# Club Alfonso Ugarte del Callao
El Club Alfonso Ugarte del Callao era un club de fútbol peruano, ubicado en la Provincia Constitucional del Callao, fundado en 1900 y perteneciente a la Asociación Deportiva Chalaca del Callao.

## Historia
El nombre del club, es un homenaje al héroe de la Guerra del Pacífico, Alfonso Ugarte y Vernal. Es el primer club que utiliza la denominación del héroe patrio. En sus inicios, Alfonso Ugarte solía jugar partidos de fútbol con equipos provenientes de buques británicos. Luego continuó sus competencias futbolísticas con equipos contemporáneos de fútbol del Callao. Entre ellos tenemos los partidos de fútbol con: Club Independencia, Libertad , San Martín, Atlético Chalaco, José Gálvez, Sportivo Colon, Almirante Grau, Callao High School, Sport Bolognesi entre otros equipos.
Posteriormente el club Alfonso Ugarte comenzó a participar en los campeonatos de fútbol organizados por equipos o instituciones públicas chalacas. Entre ellas los campeonatos de Fiestas Patrias que organizó la Municipalidad del Callao. El Club Alfonso Ugarte del Callao y la mayoría de los clubes chalacos, omitieron la invitación de integrarse a la recién formada Liga Peruana de Fútbol en 1912. Sin embargo, el club continuó participando en partidos de fútbol organizados por otros equipos del Callao. Luego, Alfonso Ugarte se afilia a la Asociación Deportiva Chalaca, compitiendo en la Liga Chalaca N°2 por varios años hasta su desaparición.

## Torneos
- Campeonato de Fiestas Patrias: 1903, 1904 y 1905.
- Liga Chalaca N°2 desde 1921 al 1928.

## Amistosos
- Partidos amistosos de 1903,1904 y 1905 con Club Independencia.
- Partidos amistosos de 1903,1905, 1906 y 1908 con Libertad .
- Partidos amistosos de 1903,1904 y 1908 con San Martín.
- Partidos amistosos de 1904 y 1905 con Atlético Chalaco.

## Uniforme
Evolución Indumentaria.
| Titular 1 | Titular 2 | Titular 3 | Titular 4 | Titular 5 | Titular 6 | Titular 7 |